# Calocheiridius amrithiensis
Calocheiridius amrithiensis är en spindeldjursart som beskrevs av Sivaraman 1980. Calocheiridius amrithiensis ingår i släktet Calocheiridius och familjen Olpiidae. Inga underarter finns listade.